# Villafranca di Verona
Villafranca di Verona est une ville italienne de la province de Vérone en Vénétie.

## Histoire

### Les origines de la ville
(mai 2024).
Le contenu est difficilement compréhensible vu les erreurs de traduction, qui sont peut-être dues à l'utilisation d'un logiciel de traduction automatique.
L'absence presque totale de découvertes archéologiques dans Villefranche — si l'on exclut les découvertes occasionnelles de tombes de l'âge néolithique, et surtout les gros blocs de pierre qui ont appartenu à un monument dédié à l'empereur Tibère (Ier siècle apr. J.-C.), utilisé comme base de la tour centrale du château, mais dont l'origine est toujours inconnue — suggère que la ville est vraiment une fondation récente. 
Villafranca, en fait, naît officiellement le 9 mars 1185, lorsque le Grand Conseil de Vérone décide la création d'un département habité à l'extrémité ouest de la « Campagne véronaise », à la frontière avec Mantoue. Il a été promu à l'arrivée de nouveaux colons avec la promesse de les exempter de l'impôt par ailleurs imposé à tous les habitants de la campagne (c'est le sens étymologique du nom de de Villafranca, « ville franche »). À chaque colon a été attribué 33 champs de Vérone, 1 pour la maison et 32 pour les terres à cultiver. Le but était principalement la défense du territoire contre Mantoue, le long de l'importante artère existant au moment de Rome, l'ancien Postojna, en un point très stratégique pour les communications. La ville de Vérone a donné une si grande importance militaire à Villafranca et construisit immédiatement une structure fortifiée, autour du château de Mutanasi (1243), et enfin, dans le cadre du Scaliger (1345-1355), l'axe d'un système défensif qui, forteresses de Nogarole et Valeggio, était le soi-disant Ménagerie, un grand mur ponctué de tours et de forteresses qui peu de traces subsistent aujourd'hui. La fonction d'origine d'un avant-poste militaire a été maintenu inchangé tout au long de la première période de la domination vénitienne (1405-1518). 
Puis, avec l'avènement de l'artillerie et la reconstruction des fortifications a eu lieu à Vérone dans les premières décennies du XVIe siècle, la situation a radicalement changé à Villafranca. La ville se transforme en un bureau de poste et sans inconvénient pour les commerçants et les transporteurs qui relient Mantoue, Vérone, tandis que le château, qui à la fin du XVe siècle, il abritait les maisons d'une petite communauté juive, est accordée en usufruit à privé.

### Villafranca et le Risorgimento
Villafranca di Verona, l'une des rares villes italiennes à se vanter d'une grande suprématie nationale, avait lors du Risorgimento à la fois pour sa position géographique et pour les clients importants qui ont alterné entre ses maisons, ses rues, ses cafés, ses hôtels. 
Ces jours-ci, la première ville de la province de Vérone rappelle un événement important qui a vu le jour en 1859 lors de la réunion des empereurs François-Joseph Ier et Napoléon III, pour mettre fin à l'une des plus sanglantes compagnons militaires du XIXe siècle a culminé dans les combats de Solferino et San Martino. Faites correspondre le passé à l'histoire comme la paix de Villafranca et prélude à l'unification de l'Italie. La conférence des chefs de deux principaux pays européens a eu lieu il y a cent cinquante ans, et a été la conclusion naturelle des événements politiques qui ont eu lieu dans la semaine avant que l'empereur français ait proposé aux Autrichiens une trêve " l'intention de se reposer et de réorganiser les troupes de l'armée qui avaient subi beaucoup de pertes le mois dernier. Napoléon III était couché, il savait que la guerre n'avait pas été suivie en France, avec l'enthousiasme initial et surtout la Prusse craindre, qui n'aimait pas l'Autriche, le pouvoir le plus important de la Confédération germanique, a été humilié par les Français et avait commencé à mobiliser son armée vers le Rhin, c'est à la France accessible dans son armée engagée dans les domaines de la Lombardie et de la Vénétie avec des alliés dans le Piémont.L'armistice a été conclu par les représentants des trois armées, le matin du 8 juillet dans une chambre de l'auberge Trois couronnes (dell'Oviesse du palais d'aujourd'hui) situé dans la rue centrale de Via di Mezzo, la présente Corso Vittorio Emanuele, et comprenait une suspension de activités de guerre jusqu'au 15 août. 8 au 10 juillet de nombreuses lettres autographes ont été échangés entre les deux souverains logés dans leurs sièges respectifs de Villa Maffei Valeggio et Carli palais de Vérone, mettre au galop par les plus grands noms de l'aristocratie européenne qui ont été posées, entre d'un autre, une rencontre directe des deux souverains dans l'espoir de transformer l'armistice militaire en une paix durable. La réunion a été acceptée. Dans la matinée du lundi 11 juillet 1859, peu après sept heures de Napoléon III à gauche Valeggio à un moment de Villafranca accompagné par l'ensemble de son personnel, de l'escadron de la cent par un escadron de gardes et desguides. Presque en même temps est venu de Vérone Franz Joseph qui était aussi avec son personnel et escorté par un escadron de la gendarmerie à cheval et l'un des uhlans. Vers neuf heures, les Français sont arrivés à Villafranca près de l'église de San Giovanni della Paglia dirigeants a dit au revoir, lui serra la main et se dirigea d'un air affable équitation côte à côte vers le centre, où ils ont été accueillis avec déférence par les représentants municipaux et Spellini Zugnoni et ensuite, dans le ghetto, dans la maison de Charles Gandini Recouvrement spécialement préparé et que la «réunion était de faire célèbre à jamais. L'entrevue était très sympathique, a duré moins d'une heure, mais n'a pas été préparé toute écrite, verbale préliminaires n'ont été définie pour une paix imminente. Après l'entrevue et sortit dans la rue, Franz Joseph accompagna Napoléon III sur le chemin de Valeggio jusqu'à ce que les dernières maisons du village. Ici, les deux souverains et dit au revoir à nouveau pris la route chacun de leurs emplacements. Quand les nouvelles se répandit que la Vénétie, en vertu despréliminaires de Villafranca, est restée sous la domination autrichienne dans la patriotes italiens consternation était à son apogée. Mais le plus désespéré étaient les Vénitiens que des milliers ont fui en secret à se joindre à l'armée du Piémont ou les chasseurs des Alpes sous le commandement de Garibaldi et l'interruption de la guerre, avec la libération de la Lombardie seul, les a placés à la connaissance de leur foyers. Les événements militaires et politiques ultérieures, de l'expédition des Mille à la proclamation du royaume d'Italie, dans la campagne de 1866 qui a mis fin une époque, ils ont seulement retardé de quelques années la conception ambitieuse de Cavour travaillé à Plombières avec l'empereur des Français en comme une étouffante juillet 1858. (Nazario Baron)

## Économie
Villafranca di Verona a le siège d'Air Dolomiti.

## Administration
| Période                                  | Période | Identité | Étiquette | Qualité |
| ---------------------------------------- | ------- | -------- | --------- | ------- |
|                                          |         |          |           |         |
| Les données manquantes sont à compléter. |         |          |           |         |

### Hameaux
Quaderni, Pizzoletta, Rosegaferro, Dossobuono, Caluri, Rizza, Alpo

### Communes limitrophes
Castel d'Azzano, Mozzecane, Povegliano Veronese, Sommacampagna, Valeggio sul Mincio, Vérone, Vigasio

## Personnalités liées à la ville
- Cesare Marchi, écrivain, journaliste
- Angelo Messedaglia (1820-1901), économiste et homme politique
- Giovanni Tassoni, anthropologue, mort à Villafranca di Verona
- Jacopo Tumicelli (1764 ou 1784 - 1825), peintre
- Sante Gaiardoni (1939-2023), coureur cycliste, double champion olympique.